# Emily O'Brien
Emily Roya O'Brien (née le 28 mai 1985 dans le Bedfordshire) est une actrice anglo-américaine. Elle est surtout connue pour le rôle de Jana Hawkes Fisher dans la série télévisée Les Feux de l'amour.

## Biographie
Emily est née dans le Bedfordshire, en Angleterre, mais a déménagé avec sa famille à Carlsbad, en Californie, quand elle avait neuf ans. Sa mère est persane et son père est britannique. Elle a reçu un diplôme du lycée Carlsbad High School en 2003, et en 2005 de l'université Mira Costa College. O'Brien parle couramment le persan, ainsi que le français, l'espagnol et l'anglais.
Emily a remporté le prix de « La meilleure actrice » aux Emmy Awards pour son interprétation dans Les Feux de l'amour, et également pour cette série trois Daytime Emmy Awards.

## Filmographie

### Cinéma
- 2006 : Séance : Une fille
- 2008 : Coma : Une nurse
- 2011 : Matchup (Court-métrage) : His Sweetheart
- 2011 : Beatrice (Court-métrage) : Beatrice
- 2012 : SuperWannabeHeroes (Court-métrage) : Super Sally
- 2014 : Project Bigfoot : Jamie Kerrigan
- 2014 : Pernicious : Julia
- 2015 : William Froste : Evelyn Froste
- 2016 : The Bad Batch

### Télévision
- 2006 : What About Brian : La fille du club
- 2006-2011 : Les Feux de l'amour : Jana Hawkes (417 épisodes)
- depuis 2020 : Des jours et des vies : Gwen Rizczech (274 épisodes)

### Jeux vidéo
- 2016 : League of Legends : Camille
- 2018 : Dissidia: Final Fantasy : Y'shtola Rhul
- 2019 : Death Stranding : Amelie (voix et capture de mouvement)
- 2020 : League of Legends : Samira
- 2022 : God of War Ragnarök : Verðandi
- 2022 : Gotham Knights : Talia Al Ghul
- 2023 : Starfield : Sarah Morgan

### Lecture en continu[Quoi ?]
- 2019 : The Witness (épisode 3 de la série Love, Death and Robots) : La femme